# Atletismo nos Jogos Pan-Americanos de 2007 - 5000 m masculino
Os 5000 metros foram um dos eventos do atletismo nos Jogos Pan-Americanos de 2007, no Rio de Janeiro. A prova foi disputada no Estádio Olímpico João Havelange em 23 de julho com 14 atletas de 11 países.

## Medalhistas
| Ouro   | USA Ed Moran                  |
| Prata  | MEX Juan Luis Barrios         |
| Bronze | BRA Marílson Gomes dos Santos |

## Recordes
Recordes mundiais e pan-Americanos antes da disputa dos Jogos Pan-Americanos de 2007.
| Tipo                             | Atleta              | Tempo    | Local         | Data                |
| -------------------------------- | ------------------- | -------- | ------------- | ------------------- |
|                                  | Kenenisa Bekele     | 12m37.35 | Hengelo       | 31 de maio de 2004  |
| Recorde dos Jogos Pan-Americanos | Armando Quintanilla | 13m30.35 | Mar del Plata | 25 de março de 1995 |

## Resultados

### Final
A final dos 5000 metros foi disputada em 23 de julho as 19:10 (UTC-3).
| Pos.              | Atleta                    | País                      | Tempo    |
| ----------------- | ------------------------- | ------------------------- | -------- |
| Medalha de ouro   | Ed Moran                  | USA Estados Unidos        | 13m25.60 |
| Medalha de prata  | Juan Luis Barrios         | MEX México                | 13m29.87 |
| Medalha de bronze | Marílson Gomes dos Santos | BRA Brasil                | 13m30.68 |
| 4                 | José David Galván         | MEX México                | 13m38.31 |
| 5                 | Javier Carriqueo          | ARG Argentina             | 13m52.36 |
| 6                 | Freddy González           | VEN Venezuela             | 13m52.79 |
| 7                 | William Naranjo Jaramillo | COL Colômbia              | 13m56.45 |
| 8                 | Javier Guarín             | COL Colômbia              | 14m27.89 |
| 9                 | Ubiratan Santos           | BRA Brasil                | 14m34.08 |
| 10                | Eduardo Aruquipa          | BOL Bolívia               | 14m50.34 |
| 11                | Cleveland Forde           | GUY Guiana                | 15m19.48 |
| 12                | Jorge Cesar Fernández     | BOL Bolívia               | 15m36.57 |
| 13                | Masai Jeffers             | SKN São Cristóvão e Neves | 16m50.37 |